# Tussah

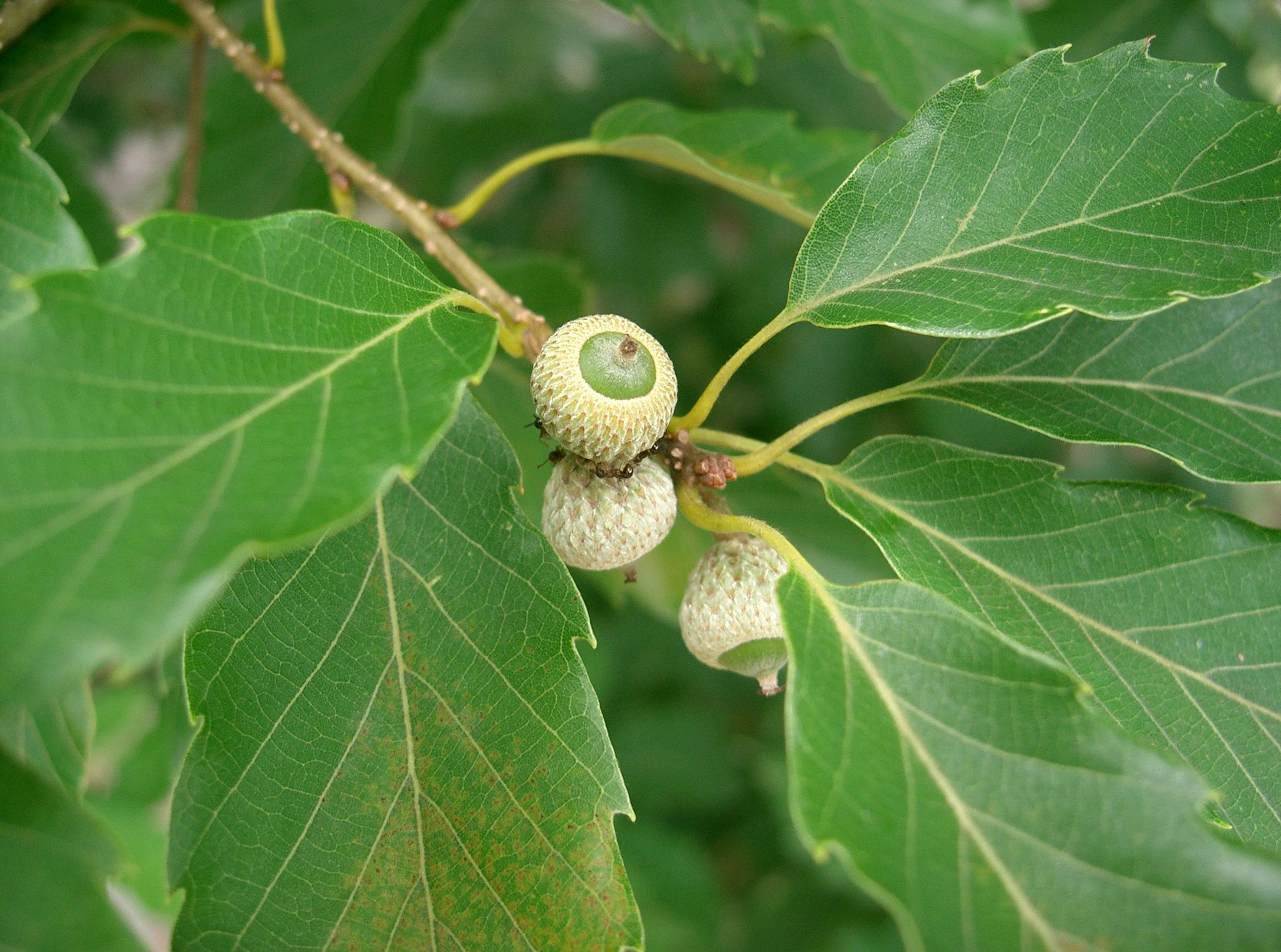
Listy dubu žlázonosného

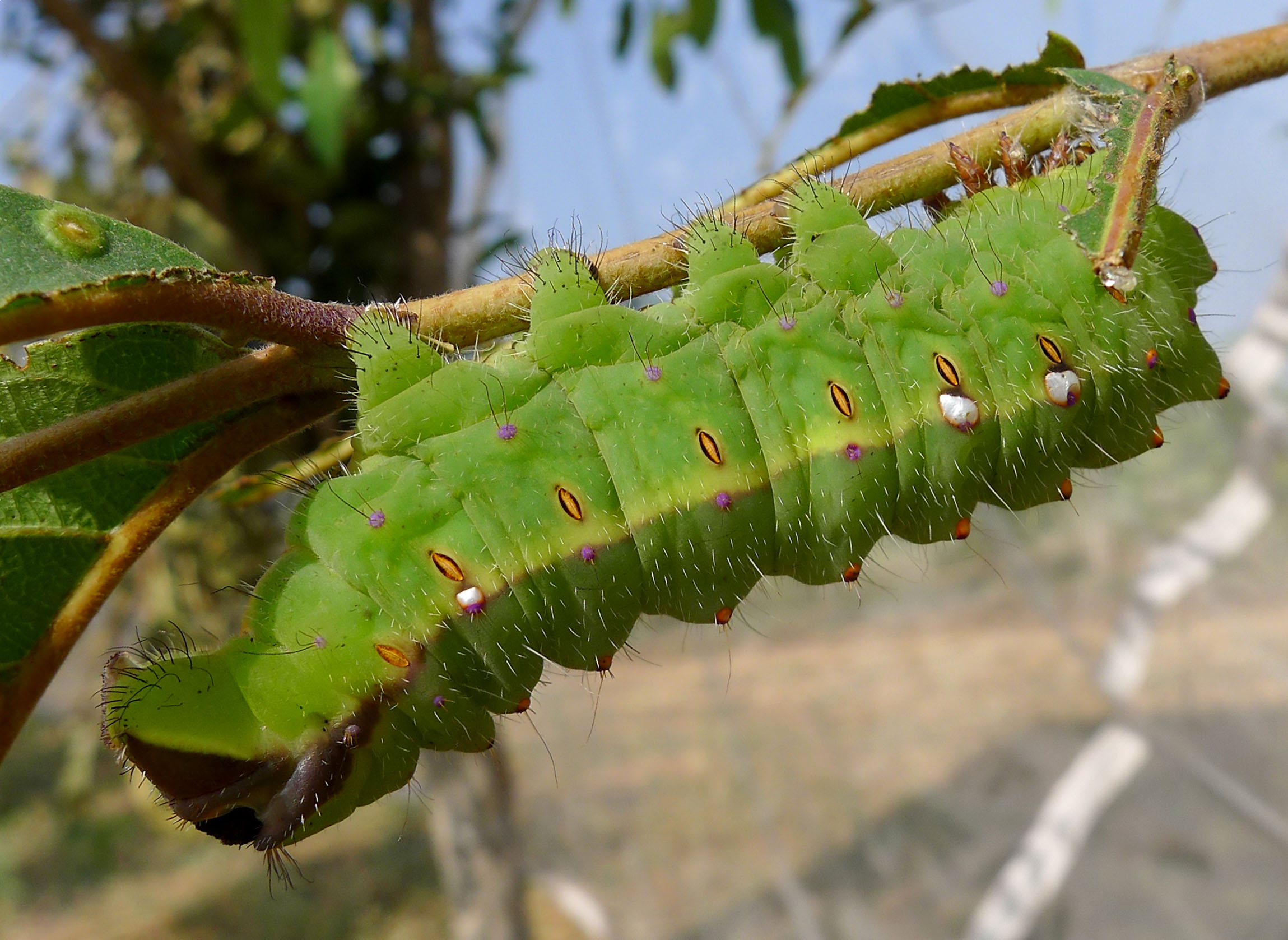
Housenka Antheraea mylitta

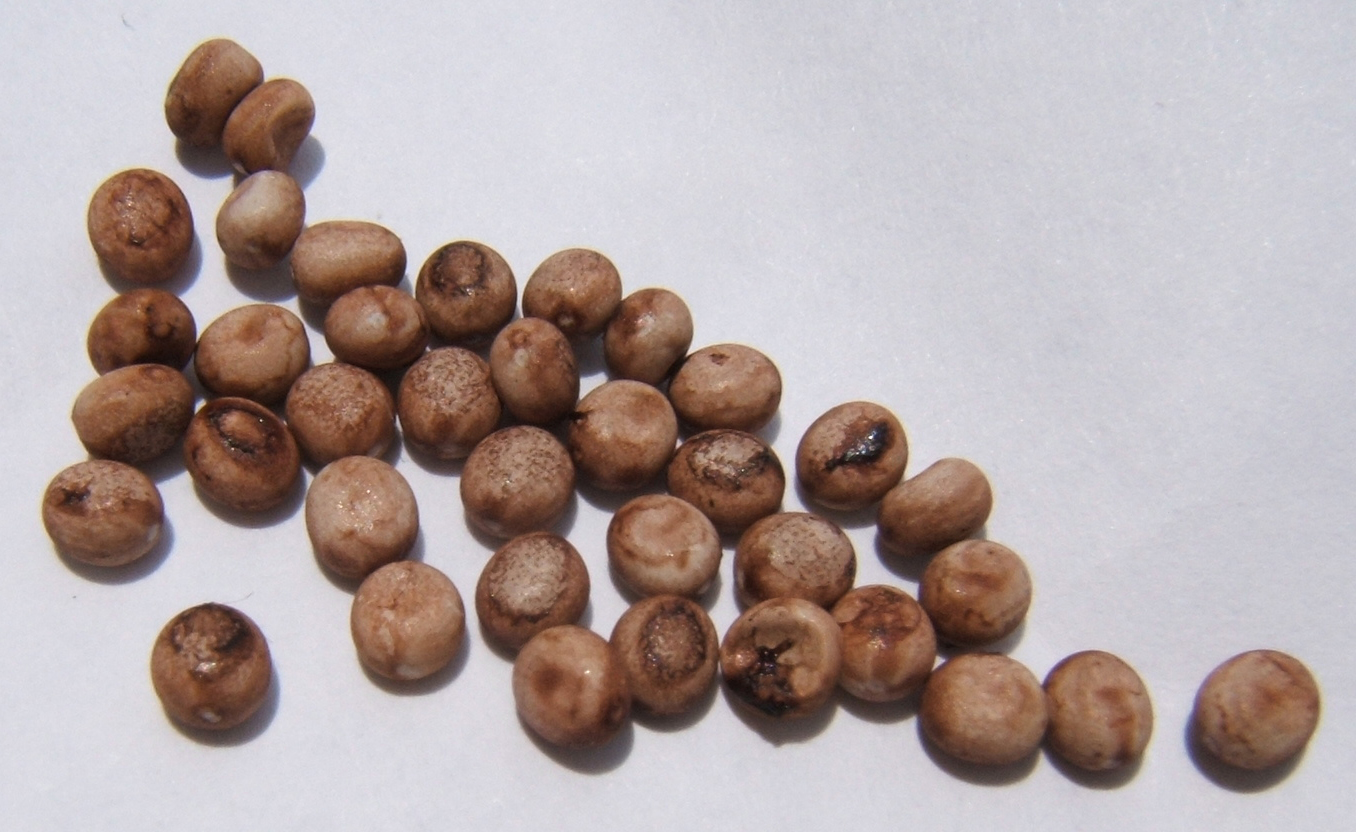
Vajíčka čínského bource dubového

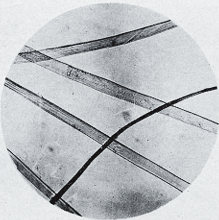
Odklížené hedvábí tussah 125 x zvětšeno (snímek z roku 1931)

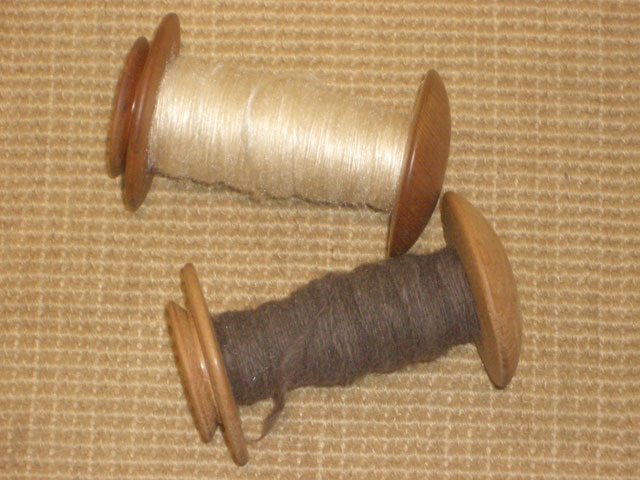
Ručně smotaný tussah na cívkách z kolovratu

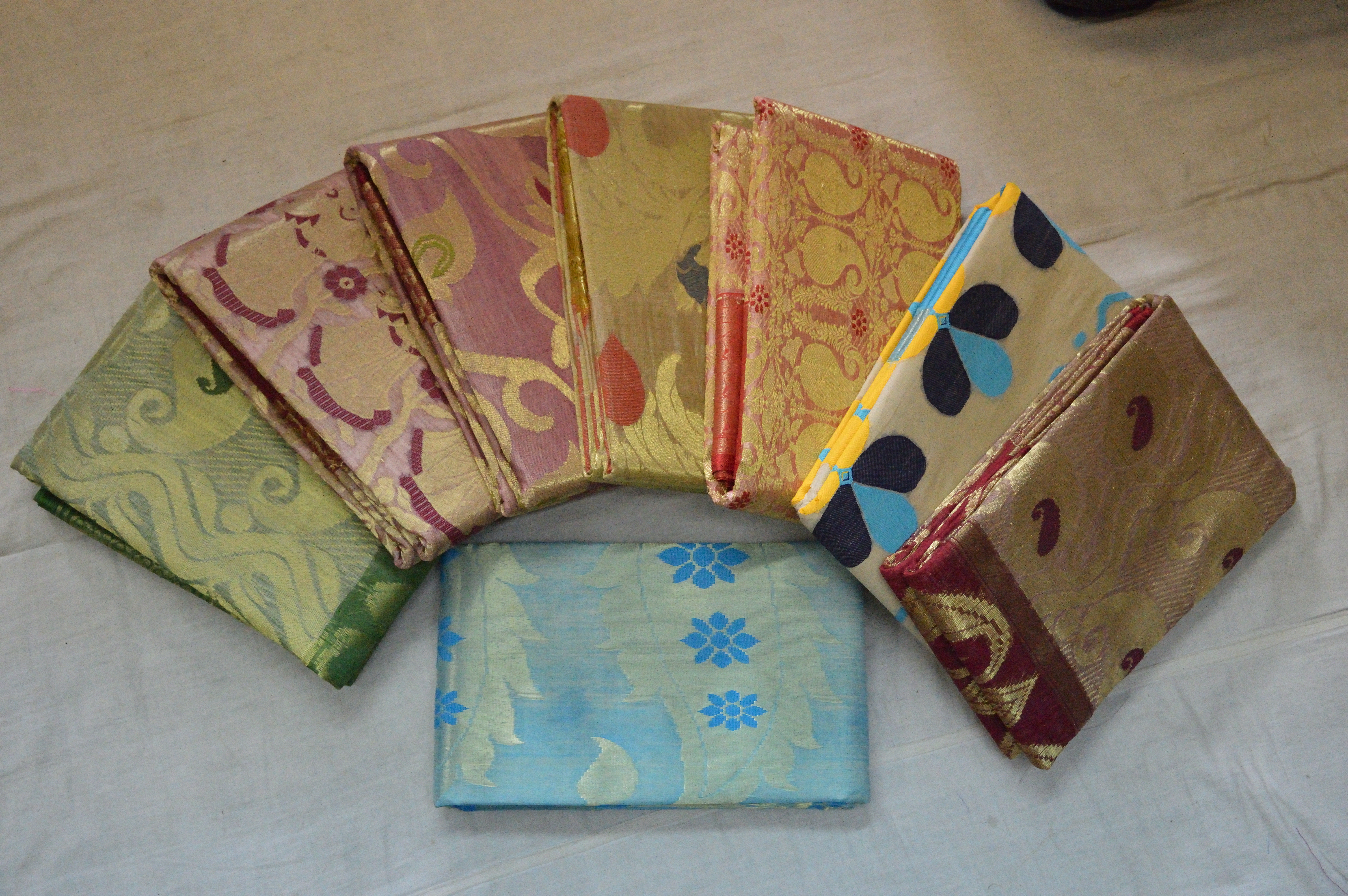
Vzorky tussahových tkanin na sárí (Indie 2016)

Tussah (zvaný také tasar) je tzv. plané hedvábí ze sekretu housenky Antheraea. Z několika druhů tohoto hmyzu se v 21. století systematicky využívá
- Antheraea pernyi (bourec dubový) k získávání tzv. dubového hedvábí zejména v čínské provincii Chu-nan a
- Antheraea mylitta na tzv. tropické hedvábí v indické části podhůří Himálaje.[2]

V roce 2011 přišlo na světový trh 23 577 tun surového tussahu, z toho pocházelo asi 90 % od bource dubového a 10 % bylo tropické hedvábí. Velkoobchodní cena tussahové příze (např. 3  tex z čínského dubu) dosahovala v roce 2016 cca 30 €/kg.

## Tvorba a získávání vlákna
Životní cyklus motýla Antheraea probíhá dvakrát za rok po dobu 65–70 dní ve volném prostoru. Housenka Antheraea pernyi se živí listy dubu žlázonosného (Quercus serrata), housenka Antheraea mylitta listy vrcholáku (Terminalia elliptica) a různých jiných tropických rostlin. Motýl klade 185–230 vajíček, ze kterých se po 9–10 dnech vylíhnou housenky tvořící po 35 až 40 dnech kokony s hedvábnými vlákny.

## Vlastnosti vlákna
Tussah má tvrdší omak, je méně lesklý a nestejnoměrnější než hedvábí bource morušového. Vlákna mají hnědou nebo žlutozelenou barvu, která se nedá odstranit ani intenzivním bělením. Výměšek housenky sestává z dvojice filamentů obalených sericinem (75–80 % vlákniny, 10 % sericin) s jemností 50–110  dtex.

## Výroba příze
V 21. století se provádí příprava ke smotávání tussahového hedvábí dvěma způsoby: 
- Technologie za sucha (většinou používaná) – změkčování kokonů horkou vodou, která do nich vniká s pomocí podtlaku a sušení 5–6 hodin při cca 100 °C.
- Za mokra – voda s nízkou teplotou vniká pod tlakem do čerstvých kokonů, vaření a sušení odpadá. Výrobní proces je efektivnější.

Obě metody mají rozdílně pozitivní a negativní vliv na kvalitu výsledné příze (v indických ručních tkalcovnách se zpracovává čínské jemnější hedvábí smotávané za mokra a hrubší (7–8 tex) smotávané za sucha).
Z kokonu se dá odvinout nepřetržitá délka maximálně 250 m (tropický t.) resp. 400 m (dubový t.). Na jednoduchém smotávači se vyrábí až 300 g příze (6–6,5 tex) za den, na smotávači typu chakra asi dvojnásobek. Z 60–65 % obsahu kokonů se dá vyrobit skaná příze, filamenty z poškozených kokonů se smotávají (velmi pracně) na přízi ghicha
a zbytky se spřádají na způsob šapé (často skané ve směsi např. s vlnou).

## Použití
V Indii se tkaniny z tussahu používají zejména na tradiční sárí. Tkaniny s obchodními názvy jako honan, šantung nebo tussor se používají na halenky, šatovky a nábytkové potahy. Známé jsou také tussahové šicí nitě a příze na ruční pletení.
V roce 2019 byla zveřejněna zpráva o čínských pokusech s použitím rozpuštěného fibroinu z tussahu na tkáňové inženýrství.